# Jugoslávie na Eurovision Song Contest

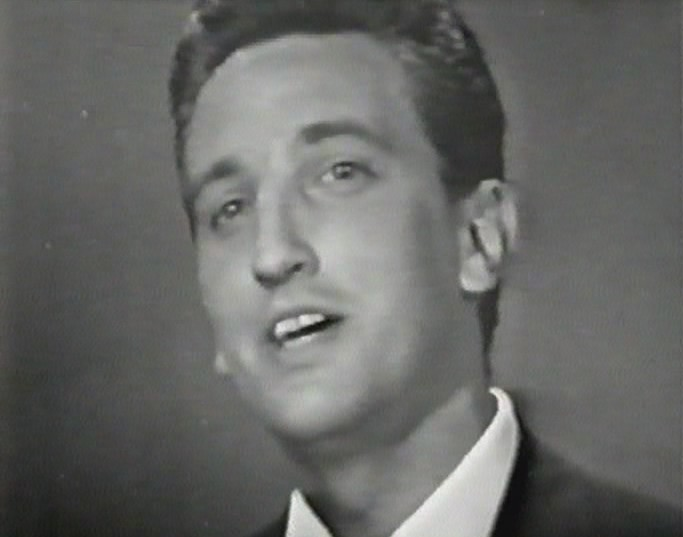
Vice Vukov v Neapoli (1965)

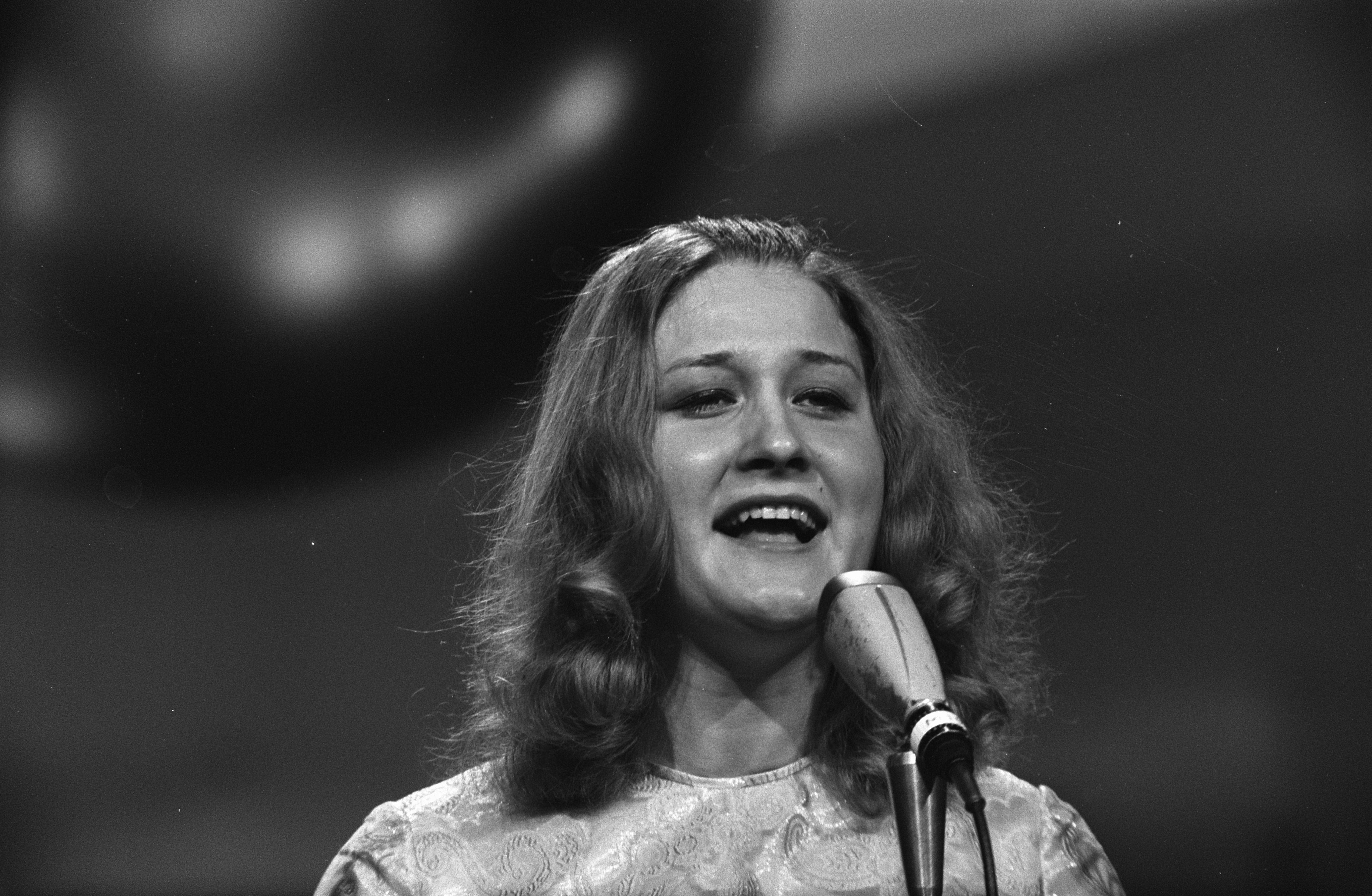
Eva Sršen v Amsterdamu (1970)

Jugoslávie se zúčastnila 27 ročníků soutěže Eurovision Song Contest, poprvé v roce 1961. Země se od té doby zúčastnila všech ročníků (vyjma let 1977–1980 a 1985) až do roku 1992, poté se země rozpadla. Země zvítězila jednou v roce 1989, o rok později soutěž pořádala v Záhřebu.
Jako první Jugoslávii na soutěži reprezentovala Ljiljana Petrović, která se umístila na 8. místě. O rok později získala Lola Novaković pro zemi první umístění mezi pěti nejlepšími, když skončila jako čtvrtá. Jednalo se o nejlepší umístění až do roku 1983, kdy Danijel skončil také čtvrtý. Stejné umístění získali Novi fosili v roce 1987. V roce 1989 Jugoslávie poprvé a naposledy zvítězila, kdy skupina Riva vyhrála s písní „Rock Me“.
Národní kolo nazvané Jugovizija organizovala Jugoslavenska radiotelevizija (JRT), interprety přihlašovala jednotlivá členská vysílací centra. Z celkového počtu 8 federálních jednotek zemi reprezentovali interpreti z pěti federací – z Bosny a Hercegoviny, Chorvatska, Černé Hory, Srbska a Slovinska, zpěváci z Makedonie, Vojvodiny ani Kosova ani jednou v národním finále neuspěli. Nejúspěšnějším celkem bylo Chorvatsko, které ovládlo 13 z 26 národních kol. Národní kola se konala i v letech, kdy se Jugoslávie Eurovize neúčastnila.
Po rozpadu Jugoslávie se bývalí členové federace Eurovize účastní nezávisle: Bosna a Hercegovina, Černá Hora, Chorvatsko, Severní Makedonie, Slovinsko a Srbsko.

## Výsledky
| Rok                           | Interpret                        | Píseň                                                 | Jazyk            | Finále | Finále |
| Rok                           | Interpret                        | Píseň                                                 | Jazyk            | Pořadí | Body   |
| ----------------------------- | -------------------------------- | ----------------------------------------------------- | ---------------- | ------ | ------ |
| 1961                          | Ljiljana Petrović                | „Neke davne zvezde“ (Неке давне звезде)               | srbochorvatština | 8.     | 9      |
| 1962                          | Lola Novaković                   | „Ne pali svetla u sumrak“ (Не пали светла у сумрак)   | srbochorvatština | 4.     | 10     |
| 1963                          | Vice Vukov                       | „Brodovi“ (Бродови)                                   | srbochorvatština | 11.    | 3      |
| 1964                          | Sabahudin Kurt                   | „Život je sklopio krug“ (Живот је склопио круг)       | srbochorvatština | 13.    | 0      |
| 1965                          | Vice Vukov                       | „Čežnja“ (Чежња)                                      | srbochorvatština | 12.    | 2      |
| 1966                          | Berta Ambrož                     | „Brez besed“                                          | slovinština      | 7.     | 9      |
| 1967                          | Lado Leskovar                    | „Vse rože sveta“                                      | slovinština      | 8.     | 7      |
| 1968                          | Lući Kapurso a Hamo Hajdarhodžić | „Jedan dan“ (Један дан)                               | srbochorvatština | 7.     | 8      |
| 1969                          | Ivan                             | „Pozdrav svijetu“ (Поздрав свијету)                   | srbochorvatština | 13.    | 5      |
| 1970                          | Eva Sršen                        | „Pridi, dala ti bom cvet“                             | slovinština      | 11.    | 4      |
| 1971                          | Krunoslav Slabinac               | „Tvoj dječak je tužan“ (Твој дјечак је тужан)         | srbochorvatština | 14.    | 68     |
| 1972                          | Tereza                           | „Muzika i ti“ (Музика и ти)                           | srbochorvatština | 9.     | 87     |
| 1973                          | Zdravko Čolić                    | „Gori vatra“ (Гори ватра)                             | srbochorvatština | 15.    | 65     |
| 1974                          | Korni Grupa                      | „Generacija '42“ (Генерација '42)                     | srbochorvatština | 12.    | 6      |
| 1975                          | Pepel in kri                     | „Dan ljubezni“                                        | slovinština      | 13.    | 22     |
| 1976                          | Ambasadori                       | „Ne mogu skriti svoju bol“ (Не могу скрити своју бол) | srbochorvatština | 17.    | 10     |
| bez účasti v letech 1977–1980 |                                  |                                                       |                  |        |        |
| 1981                          | Seid Memić Vajta                 | „Lejla“ (Лејла)                                       | srbochorvatština | 15.    | 35     |
| 1982                          | Aska                             | „Halo, halo“ (Хало, хало)                             | srbochorvatština | 14.    | 21     |
| 1983                          | Daniel                           | „Džuli“ (Џули)                                        | srbochorvatština | 4.     | 125    |
| 1984                          | Ida a Vlado                      | „Ciao, amore“                                         | srbochorvatština | 18.    | 26     |
| bez účasti v roce 1985        |                                  |                                                       |                  |        |        |
| 1986                          | Doris                            | „Željo moja“ (Жељо моја)                              | srbochorvatština | 11.    | 49     |
| 1987                          | Novi fosili                      | „Ja sam za ples“ (Ја сам за плес)                     | srbochorvatština | 4.     | 92     |
| 1988                          | Srebrna krila                    | „Mangup“ (Мангуп)                                     | srbochorvatština | 6.     | 87     |
| 1989                          | Riva                             | „Rock Me“                                             | srbochorvatština | 1.     | 137    |
| 1990                          | Tajči                            | „Hajde da ludujemo“ (Хајде да лудујемо)               | srbochorvatština | 7.     | 81     |
| 1991                          | Baby Doll                        | „Brazil“ (Бразил)                                     | srbochorvatština | 21.    | 1      |
| 1992                          | Extra Nena                       | „Ljubim te pesmama“ (Љубим те песмама)                | srbština         | 13.    | 44     |